# Distrito electoral de Pleasant (condado de Jefferson, Nebraska)
Pleasant (en inglés: Pleasant Precinct) es un distrito electoral ubicado en el condado de Jefferson en el estado estadounidense de Nebraska. En el Censo de 2010 tenía una población de 411 habitantes y una densidad poblacional de 4,4 personas por km².

## Geografía
Pleasant se encuentra ubicado en las coordenadas 40°7′51″N 96°58′24″O / 40.13083, -96.97333. Según la Oficina del Censo de los Estados Unidos, Pleasant tiene una superficie total de 93.44 km², de la cual 92.3 km² corresponden a tierra firme y (1.21%) 1.13 km² es agua.

## Demografía
Según el censo de 2010, había 411 personas residiendo en Pleasant. La densidad de población era de 4,4 hab./km². De los 411 habitantes, Pleasant estaba compuesto por el 95.86% blancos, el 0.24% eran afroamericanos, el 0.24% eran amerindios, el 0% eran asiáticos, el 0.24% eran isleños del Pacífico, el 1.95% eran de otras razas y el 1.46% pertenecían a dos o más razas. Del total de la población el 6.81% eran hispanos o latinos de cualquier raza.